# تنام تاشانوفسكي
تنام تاشانوفسكي (الاسم العلمي: Nothoprocta taczanowskii) هو نوع من الطيور يتبع جنس التنام مزيف الخلف من فصيلة التنامية.